# Våge
Våge es una localidad del municipio de Austevoll en la provincia de Hordaland, Noruega. Se ubica en la zona sur de la isla de Stolmen, al sur de Årland.